# Cyathea humilis
Cyathea humilis är en ormbunkeart som beskrevs av Georg Hans Emmo Wolfgang Hieronymus. Cyathea humilis ingår i släktet Cyathea och familjen Cyatheaceae. Utöver nominatformen finns också underarten C. h. pycnophylla.